# Sydkorea i olympiska sommarspelen 1984
Sydkorea deltog i de olympiska sommarspelen 1984 med en trupp bestående av 175 deltagare, och totalt tog landet 19 medaljer.

## Basket
Damer
Gruppspel
| Lag         | V | F | PF  | PA  | PD   | Poäng | Tie   |
| ----------- | - | - | --- | --- | ---- | ----- | ----- |
| USA         | 5 | 0 | 431 | 265 | +166 | 10    |       |
| Sydkorea    | 4 | 1 | 292 | 302 | −10  | 9     |       |
| Kanada      | 2 | 3 | 313 | 335 | −22  | 7     | 1W–0L |
| Kina        | 2 | 3 | 318 | 348 | −30  | 7     | 0W–1L |
| Australien  | 1 | 4 | 267 | 317 | −50  | 6     | 1W–0L |
| Jugoslavien | 1 | 4 | 293 | 347 | −54  | 6     | 0W–1L |

Slutspel
Final
| 7 augusti |                                   | USA | 85–55 | Sydkorea |  | The Forum, Inglewood |
| 7 augusti | Resultat efter halv: 42–27, 43–28 |     |       |          |  | The Forum, Inglewood |

## Boxning
Lätt flugvikt
- Kim Kwang-Sun
  - Första omgången — Förlorade mot Paul Gonzales (USA), på poäng (0:5)

Flugvikt
- Heo Yeong-Mo

Bantamvikt
- Moon Sung-Kil
  - Första omgången — Bye
  - Andra omgången — Besegrade John Hyland (Storbritannien), gav upp i tredje omgången
  - Tredje omgången — Besegrade Robert Shannon (USA), domaren stoppade matchen i tredje omgången
  - Kvartsfinal — Förlorade mot Pedro Nolasco (Dominikanska republiken), domaren stoppade matchen i första omgången

Fjädervikt
- Park Hyeong-Ok

Lättvikt
- Jeon Chil-Seong

Lätt weltervikt
- Kim Dong-Gil

Weltervikt
- An Yeong-Su

Lätt mellanvikt
- An Dal-Ho

Mellanvikt
- Shin Joon-Sup →  Guld
  - Första omgången — Besegrade Patrick Lihanda (Uganda), på poäng (5:0)
  - Andra omgången — Besegrade Rick Duff (Kanada), på poäng (4:1)
  - Kvartsfinal — Besegrade Jeremiah Okorodudu (Nigeria), på poäng (4:1)
  - Semifinal — Besegrade Arístides González (Puerto Rico), på poäng (4:1)
  - Final — Besegrade Virgil Hill (USA), på poäng (3:2)

## Bågskytte
Damernas individuella
- Seo Hyang-Soon (서향순) — 2568 poäng (→  Guld och olympiskt rekord)
- Kim Jin-Ho (김진호) — 2555 poäng (→  Brons)
- Park Young-Sook (박영숙) — 2445 poäng (→ 17:e plats)

Herrarnas individuella
- Koo Ja-Chung (구자중) — 2500 poäng (→ 8:e plats)
- Choi Won-Tae (최원태) — 2490 poäng (→ 11:e plats)
- Jeon In-Su (전인수) — 2467 poäng (→ 22:a plats)

## Cykling
Damernas linjelopp
- Choi Eun-Suk → 42:a plats
- Moon Sook → 43:e plats
- Son Yak-Sun → 44:e plats

## Friidrott
Herrarnas 100 meter
- Sim Deok-Seop

Herrarnas 200 meter
- Jang Jae-Geun

Herrarnas 800 meter
- Kim Bok-Joo

Herrarnas 1 500 meter
- Kim Bok-Joo

Herrarnas maraton
- Lee Hong-Yul — 2:20:56 (→ 37:e plats)
- Hong Nak-Chae — 2:23:33 (→ 48:e plats)
- Kim Won-Sick — 2:30:57 (→ 58:e plats)

Herrarnas 3 000 meter hinder
- Kim Ju-Ryong

Herrarnas tresteg
- Park Yeong-Jun

Herrarnas längdhopp
- Kim Jong-Il
  - Kval — 7,86m
  - Final — 7,81m (→ 8:e plats)

Damernas 100 meter
- Lee Young-Book
  - First — 12,06s (→ gick inte vidare)

Damernas 200 meter
- Mo Myeong-Hui

## Fäktning
Herrarnas värja
- Kim Seong-Mun
- Yun Nam-Jin
- Lee Il-Hui

Herrarnas värja, lag
- Kim Bong-Man, Kim Seong-Mun, Lee Il-Hui, Min Gyeong-Seung, Yun Nam-Jin

Damernas florett
- O Seung-Sun
- Choi Bok-Ran

## Handboll
Herrar
Gruppspel
| Rank | Lag          | Pld | W | D | L | GF  | GA  | Poäng |  | Västtyskland | Danmark | Sverige | Spanien | USA   | Sydkorea |
| ---- | ------------ | --- | - | - | - | --- | --- | ----- |  | ------------ | ------- | ------- | ------- | ----- | -------- |
| 1.   | Västtyskland | 5   | 5 | 0 | 0 | 114 | 95  | 10    |  | X            | 20:18   | 18:17   | 18:16   | 21:19 | 37:25    |
| 2.   | Danmark      | 5   | 4 | 0 | 1 | 115 | 99  | 8     |  | 18:20        | X       | 26:19   | 21:16   | 19:16 | 31:28    |
| 3.   | Sverige      | 5   | 3 | 0 | 2 | 119 | 110 | 6     |  | 17:18        | 19:26   | X       | 26:25   | 21:18 | 36:23    |
| 4.   | Spanien      | 5   | 2 | 0 | 3 | 105 | 106 | 4     |  | 16:18        | 16:21   | 25:26   | X       | 17:16 | 31:25    |
| 5.   | USA          | 5   | 0 | 1 | 4 | 91  | 100 | 1     |  | 19:21        | 16:19   | 18:21   | 16:17   | X     | 22:22    |
| 6.   | Sydkorea     | 5   | 0 | 1 | 4 | 123 | 157 | 1     |  | 25:37        | 28:31   | 23:36   | 25:31   | 22:22 | X        |

Damer
| Rank   | Lag          | Pld | W | D | L | GF  | GA  | Poäng |  | Socialistiska federativa republiken Jugoslavien | Sydkorea | Kina  | USA   | Västtyskland | Österrike |
| ------ | ------------ | --- | - | - | - | --- | --- | ----- |  | ----------------------------------------------- | -------- | ----- | ----- | ------------ | --------- |
| Gold   | Jugoslavien  | 5   | 5 | 0 | 0 | 143 | 102 | 10    |  | X                                               | 29:23    | 31:25 | 33:20 | 20:19        | 30:15     |
| Silver | Sydkorea     | 5   | 3 | 1 | 1 | 125 | 119 | 7     |  | 23:29                                           | X        | 24:24 | 29:27 | 26:17        | 23:22     |
| Bronze | Kina         | 5   | 2 | 1 | 2 | 112 | 115 | 5     |  | 25:31                                           | 24:24    | X     | 22:25 | 20:19        | 21:16     |
| 4.     | Västtyskland | 5   | 2 | 0 | 3 | 91  | 100 | 4     |  | 19:20                                           | 17:26    | 19:20 | 18:17 | X            | 18:17     |
| 5.     | USA          | 5   | 2 | 0 | 3 | 114 | 123 | 4     |  | 20:33                                           | 27:29    | 25:22 | X     | 17:18        | 25:21     |
| 6.     | Österrike    | 5   | 0 | 0 | 5 | 91  | 117 | 0     |  | 15:30                                           | 22:23    | 16:21 | 21:25 | 17:18        | X         |

## Modern femkamp
Herrarnas individuella tävling
- Jeong Gyeong-Hun
- Kim Il
- Gang Gyeong-Hyo

Herrarnas lagtävling
- Jeong Gyeong-Hun
- Kim Il
- Gang Gyeong-Hyo

## Simhopp
Herrarnas 10 m
- Park Jong-ryong